# Tomorrowland

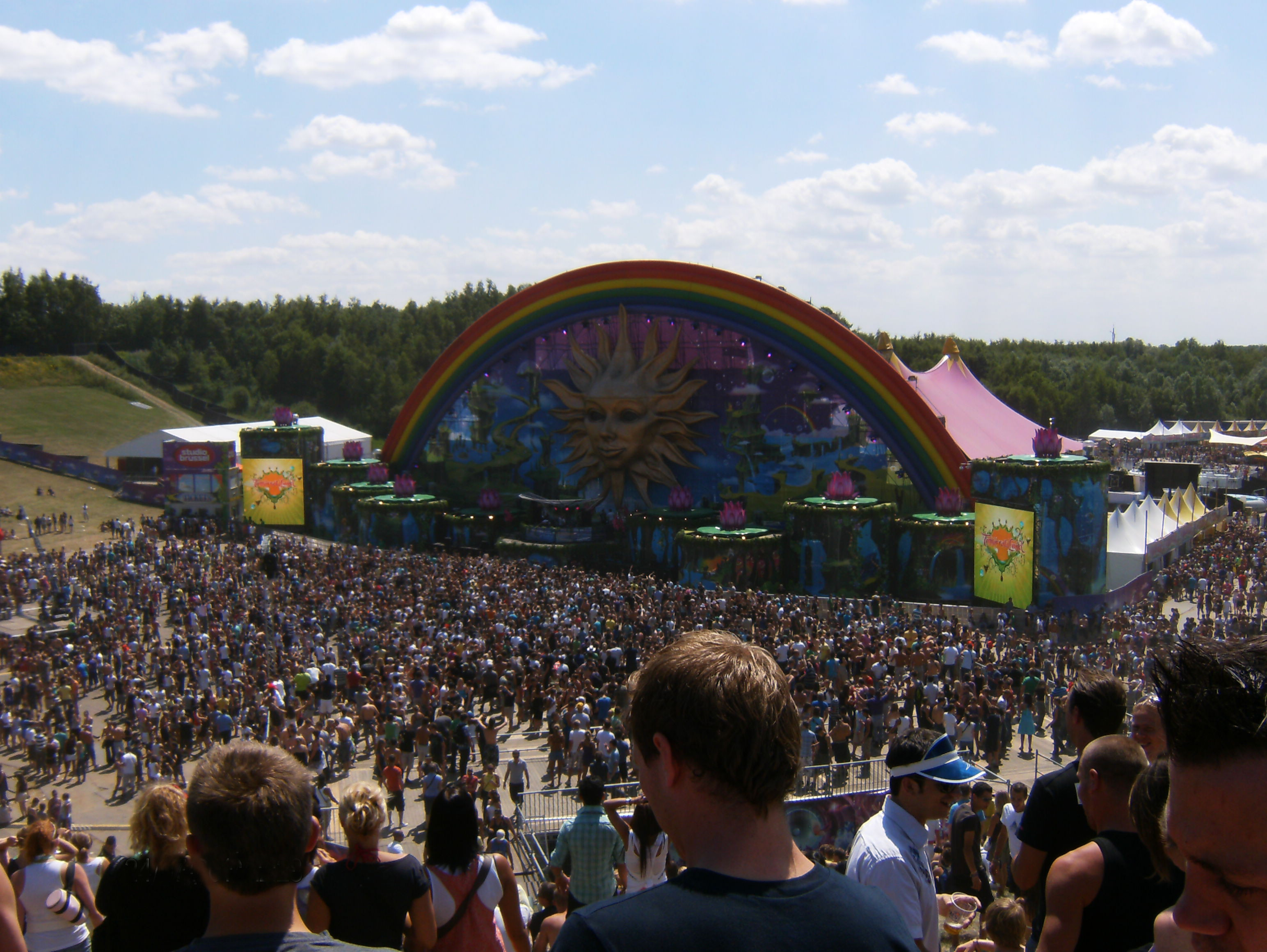
Scena principală a festivalului în 2010

Tomorrowland este unul din cele mai mari festivaluri de muzică electronică din lume, organizat anual (începând cu 2005) în orașul belgian Boom (16 km la sud de Antwerpen și 30 km nord de Bruxelles), pe șaisprezece scene aflate pe o suprafață de 75 de hectare, scena principală întinzându-se pe 160 de metri și cântărind 138 de tone. Din 2007, festivalul se desfășoară pe parcursul a 2 zile, interesul pentru acesta crescând anual. În 2008, cifrele cresc: 50,000 de vizitatori și 100 de DJ care au marcat trecerea către un eveniment de scară internațională, în 2010 numărul de vizitatori depășind 120,000 de persoane. Începând cu 2011, Tomorrowland se extinde pe 3 zile, depășind 180,000 de vizitatori, iar în 2012 numărul vizitatorilor a depășit 200,000 de persoane. 
Ultimul festival din 2012, a fost mixat de 400 DJ dintre care printre cei mai cunoscuți s-au enumerat: Above & Beyond, Afrojack, Avicii, Basto, David Guetta, Fatboy Slim, Ferry Corsten, Hardwell, Knife Party, Laidback Luke, LMFAO, Martin Solveig, Nicky Romero, Paul van Dyk, Pendulum, Sander van Doorn, Skrillex, Steve Aoki, Swedish House Mafia, The Bloody Beetroots.
A mai fost organizat și în următorii ani, inclusiv în 2018. În anul 2019, festivalul s-a desfășurat pe 19, 20, 21 și 26, 27, 28 Iulie.  În anul 2020, festivalul s-a desfășurat pe 25-26 iulie, iar in 2021 datorită pandemiei a fost anulat.  
Tomorrowland 2022 s-a extins pe o perioadă de trei weekend-uri, având loc în perioada 15-17 iulie, 22-24 iulie și 29-31 iulie. Tema a fost „Reflection of Love (Reflecția iubirii)”. Festivalul a primit 900.000 de vizitatori din 200 de țări.  
Tomorrowland 2023 s-a extins pe o perioadă de două weekend-uri, având loc în perioada 21-23 iulie și 28-30 iulie. 
Anul acesta, in 2024, Tomorrowland celebreaza 20 de ani si se va extinde pe o perioada de două weekend-uri , in perioada 19-21 iulie si 26-28 iulie. 

## Promovare și economie

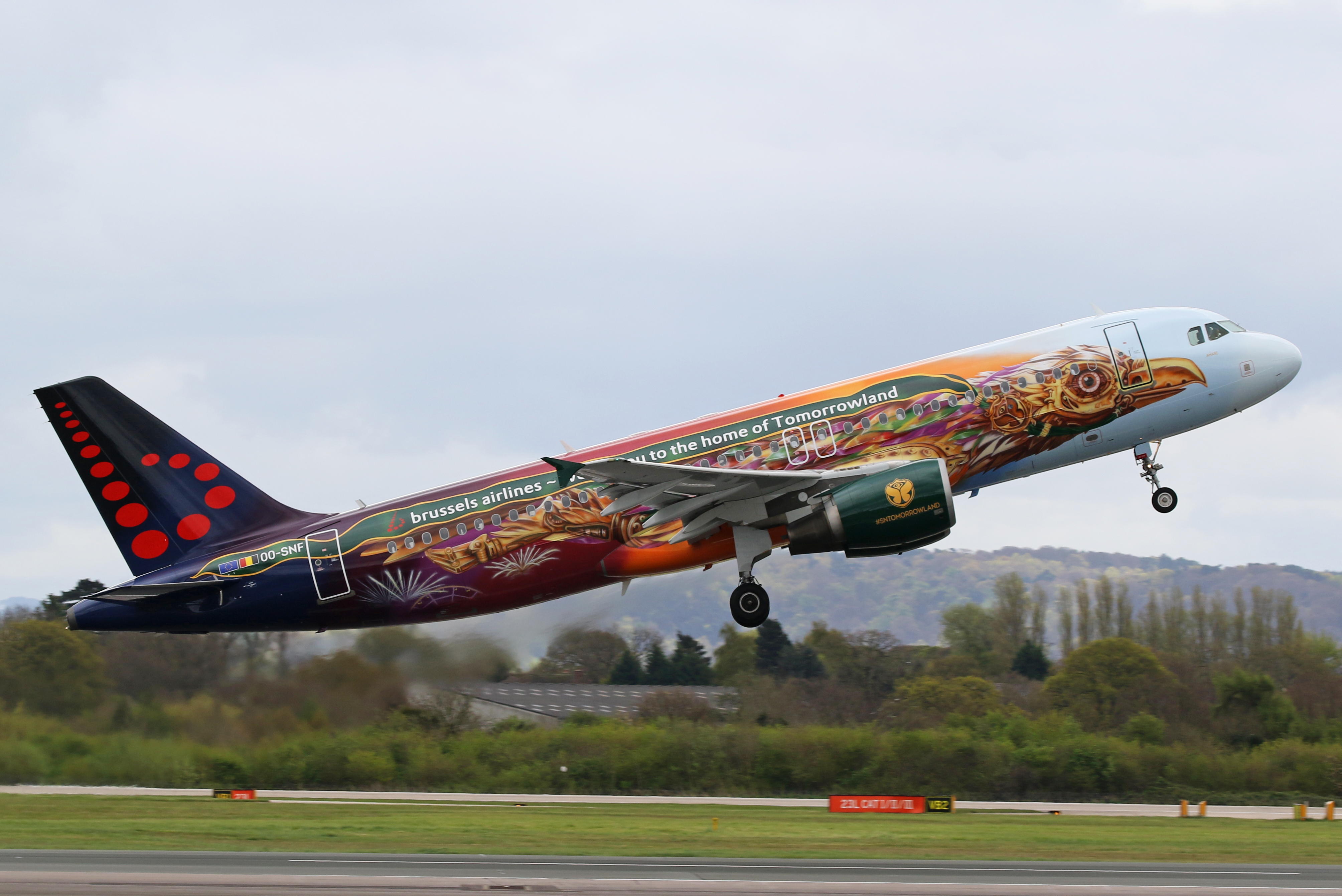
Un avion al companiei Brussels Airlines pe Aeroportul din Manchester, cu imagine promoțională Tomorrowland.

Tomorrowland are în prezent douăzeci și șase de parteneri oficial, printre care Pepsi Max, Budweiser și Brussels Airlines, care desfășoară diverse activități pentru promovarea festivalului. Din 2011, Tomorrowland a filmat evenimentul și a postat seturile pe YouTube. Filmul este folosit și pentru a crea o înregistrare video oficială, în care se pune accentul pe participanții la festival cu scopul de a extinde vânzările de bilete pentru anul următor. Echipa de filmare este compusă din aproximativ 200 de editori, producători și cameramani. Canalul de YouTube al Tomorrowland-ului are 37,4 milioane de vizionări și peste 250 000 de like-uri în august 2015 și peste 7,2 milioane de abonați începând din septembrie 2018. În altă sursă pe social media, Tomorrowland are peste 6 milioane de abonați pe Instagram și peste 2,4 milioane de abonați pe Twitter.